# 한 (정서)
한(恨)이라고 표현되는 정서(emotion)는 국어사전에서 '몹시 원망스럽고 억울하거나 안타깝고 슬퍼 응어리진 마음'으로  정의된곤 한다.
한민족(韓民族)에게 있어서  한(恨)은 이러한 사전적 정의를 더 깊이 있게 이해할 때 보다 정확한 개념으로 공유될 수 있는 특이성을 갖는 정서로 알려져있다.

## 한의 정의와 원인
'한'이라는 정서는 주로 '억울함', '원망스러움', 슬픔과 화가 섞인 감정으로, 주로 슬픈 감정이라는 것으로 정의되곤 한다.
그러나 '한'은 억울하거나 원망스러운 일에서만 비롯되는 것이 아니다. 자신의 능력의 부족으로 인하여 '상대적 박탈감'을 느끼거나, '자신의 행동에 대한 후회'와 같은 '통제 불가능한 나쁜 상황' 등 만족하지 못함에서 비롯되기도 한다. 아래와 같은 예시에서 '한'이라는 정서가 어떠한 상황에서 일어나는 지 알아볼 수 있다.
- 내가 못 배워서 한이다. (자신의 능력 부족)
- 나에게 길을 물은 외국인에게 길을 제대로 가르쳐 줄 수 없었다. 내가 영어를 못하는 게 한이다. (능력 부족으로 인한 한(恨), 혹은 영어 공부를 열심히 하지 않았다는 것에 대한 후회)
- 있을 때 잘해드려야 했었는데 그러지 않아 한이 되었다. (자신의 행동에 대한 후회)

## 순기능
한이라는 정서는 자기 자신의 능력 부족이라는 생각 때문에 일어나는 경우도 있어 긍정적인 열등감의 기능을 하기도 한다. 그래서 자신이 처한 상황을 극복하려는 노력을 하는 등의 움직임을 보이기도 한다. 예를 들어, 자신이 못 배운 사람이기 때문에 나쁜 상황에 처했다면 무언가를 배우는 것을 시작할 것이다. 한국전쟁 이후, 한강의 기적의 원동력 중 하나를 한으로 평가하기도 한다.
한국어에서 '한을 풀었다'라는 표현 역시 중요하다. 이는 자신의 문제를 해결했다는 뜻으로 받아들여질 수 있다. 한이라는 감정은 슬프고 화가 나는 것에서만 끝나는 것이 아니라, '한'이라는 것이 극복해야 하는 상태가 되기도 한다. 이런 감정을 풀지 못하는 것이 화병의 원인이 되기도 한다.

## 같이 보기
- 정
- 한류